# Google Street View
Google Street View è una caratteristica di Google Maps e Google Earth che fornisce viste panoramiche a 360° in orizzontale e a 160º in verticale lungo le strade, a distanza di 10-20 metri l'una dall'altra, e permette agli utenti di vedere parti di varie città del mondo a livello del terreno.

## Caratteristiche
Introdotto il 25 maggio 2007, il servizio si è gradualmente ampliato, fino a comprendere allo stato attuale fotografie provenienti dalle seguenti nazioni: Albania, Argentina, Andorra, Austria, Australia, Bangladesh, Belgio, Bolivia, Botswana, Brasile, Bhutan, Bulgaria, Cambogia, Canada, Cile, Colombia, Corea del Sud, Costa Rica, Croazia, Danimarca, Ecuador, Emirati Arabi Uniti, Estonia, ESwatini, Filippine, Finlandia, Francia, Giappone, Giordania, Germania, Ghana, Grecia, Guatemala, Hong Kong, India, Israele, Islanda, Irlanda, Italia, Indonesia, Kenya, Kirghizistan, Lesotho, Lettonia, Lituania, Lussemburgo, Macao, Macedonia del Nord, Malaysia, Malta, Messico, Mongolia, Montenegro, Nigeria, Norvegia, Nuova Zelanda, Oman, Paesi Bassi, Panama, Perù, Principato di Monaco, Polonia, Portogallo, Repubblica Ceca, Regno Unito, Repubblica Dominicana, Romania, Russia, San Marino, Senegal, Serbia, Singapore, Slovacchia, Slovenia, Spagna, Sri Lanka, Stati Uniti, Sudafrica, Svezia, Svizzera, Thailandia, Taiwan, Turchia, Tunisia, Ucraina, Uganda, Ungheria e Uruguay. La copertura viene mostrata trascinando un omino arancione ("Pegman", nella barra in basso a destra della mappa sul PC) e posizionandolo su un punto della copertura, evidenziata con linee azzurre, compare la corrispondente fotografia panoramica.

## Mezzi di ripresa
Per la realizzazione delle foto, Google Street View si serve di apposite macchine fotografiche collocate sul tetto di diverse automobili, denominate Google Cars: Chevrolet Cobalt negli Stati Uniti, Opel Astra in Europa, Holden Astra in Australia, Vauxhall Astra nel Regno Unito e Toyota Prius in Giappone. Nelle aree pedonali, nei parchi e nelle strade non attraversabili con le automobili venivano usate invece dei tricicli, chiamati Google Trikes, sostituiti poi dai Trekker: lo stesso concetto delle Google Cars ma con la macchina fotografica sopra uno zaino indossabile. In altri casi le foto vennero scattate da una barca, in motoslitta, sott'acqua e persino su un dromedario.

## Aggiornamenti
Il servizio viene aggiornato con nuove foto ogni mese. I luoghi più spesso aggiornati sono le grandi città, nelle quali le Google Car possono passare anche 2 o 3 volte all'anno; i paesini più piccoli possono richiedere molti anni per un aggiornamento. La lista dei luoghi che verranno aggiornati durante l'anno è visibile sul sito ufficiale di Street View.

## Storia e caratteristiche
- Street View ha avuto inizio nel 2001 con The Stanford CityBlock Project, un progetto di ricerca della Stanford University sponsorizzato da Google. Il progetto è terminato nel giugno 2006 e la sua tecnologia è stata impiegata in Street View[2].
- Google Street View nasce il 25 maggio 2007 coprendo cinque città: Denver, Las Vegas, Miami, New York, e San Francisco. Il 7 agosto dello stesso anno si aggiungono San Diego, Los Angeles, Houston e Orlando. Nel settembre del 2007 arrivano alcune strade di alcune grandi città canadesi. Il 9 ottobre si aggiungono altre 6 città statunitensi: Filadelfia, Phoenix, Pittsburgh, Portland, Tucson, Chicago e il suo sobborgo Naperville e il 10 dicembre 2007: Boston, Providence, Detroit, Minneapolis-Saint Paul, Indianapolis, e Dallas-Fort Worth. Sempre nello stesso mese e nello stesso anno vengono introdotte alcune strade della città di Sydney, in Australia. Successivamente, in occasione del Tour de France, viene lanciato in Francia e in piccola parte in Italia e poi iniziano a essere mappate le prime città d'Europa, d'Australia e del Giappone.
- A maggio 2008 vengono implementate le prime procedure per la protezione della privacy. Google annuncia le prove della tecnologia della sfocatura visiva sulle sue foto delle affollate strade di Manhattan[3]. La tecnologia utilizza un algoritmo del computer per offuscare i volti[4][5], stessa cosa accade per le targhe e, in Germania, anche intere facciate di palazzi. Le autorità iniziano a chiedere a Google di avvisare la stampa locale in anticipo per sapere quando passerà la loro autovettura. Street View integrato in Google Earth 4.3, l'applicazione Maps su Apple iPhone e l'applicazione Maps per S60 3rd Edition. A novembre viene introdotta l'icona Pegman drag and drop come interfaccia utente principale per la connessione dalla vista 2D di Maps alla vista 3D di Street View. Quando Pegman viene rilasciato su un particolare insieme di coordinate in Google Maps per cui sono disponibili i dati, Street View si apre e occupa l'intera finestra della mappa.Una delle prime auto utilizzate per Google Street View, nel 2008 a Berlino

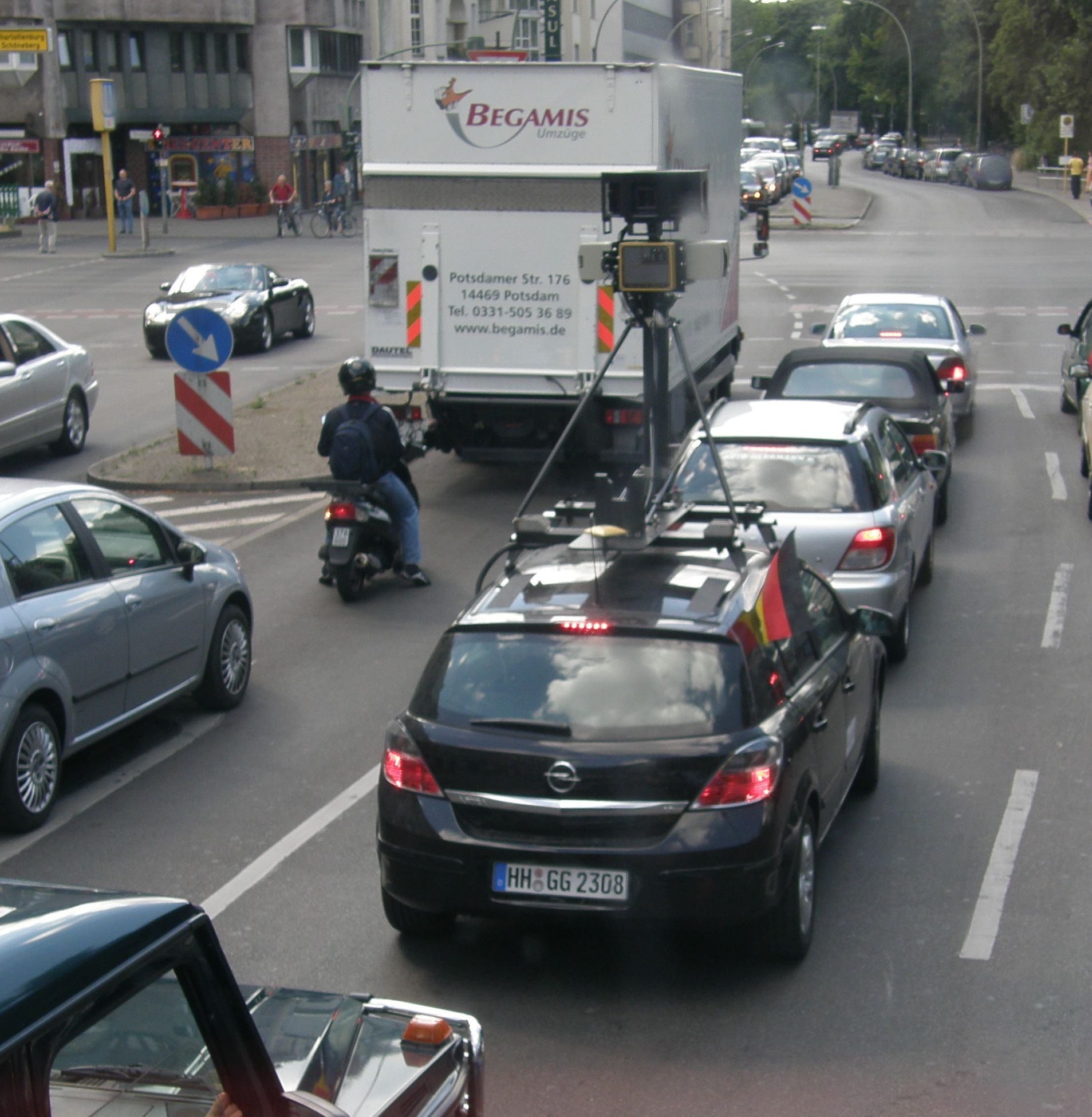
Una delle prime auto utilizzate per Google Street View, nel 2008 a Berlino

- Nel 2009 c'è l'introduzione dell'opzione a schermo intero. La navigazione intelligente introdotta consente agli utenti di spostarsi all'interno dei panorami facendo doppio clic con il cursore su qualsiasi luogo o oggetto che desiderano vedere.[5]
- Nel maggio 2011 sono annunciate le visualizzazioni di interni delle aziende, Foto di Google Business[6]. Dopo la fase pilota di diversi mesi, il progetto esce ufficialmente in autunno.[7]
- Nel novembre 2012, con il rilascio di Android 4.2, Google invita gli utenti a contribuire con panorami personalizzati utilizzando i dispositivi supportati. Google mette in evidenza i panorami generati dagli utenti con le icone del cerchio blu su Maps. La società crea anche un sito Web per evidenziare i luoghi nel mondo in cui è possibile trovarli.[8]
- Nel 2013 Google introduce le viste interne delle attività commerciali, visualizzate come piccoli cerchi arancioni. Aziende come negozi, bar e altri locali possono pagare un fotografo per scattare immagini panoramiche dell'interno dei propri locali, che sono poi inclusi in Street View[9]. Google imposta un programma per consentire a terze parti di prendere in prestito Street View Trekker (una fotocamera montata sullo zaino), e di contribuire a Google Maps con le immagini[10]. Con la nascita del progetto Google Art Project, viene utilizzato un trolley per la fotografia degli interni dei musei con le loro opere d'arte e le immagini vengono integrate anche in Google Maps e Street View. Viene introdotta una bicicletta con su montata la struttura fotografica chiamata trike per la mappatura dei centri storici e dei parchi cittadini non percorribili con automobili. Nel 2013 viene progettato un nuovo sistema fotografico portabile in spalla da una persona chiamato Trekker per i sentieri percorribili solo a piedi quali il Grand Canyon negli Stati Uniti e presto Venezia in Italia.
- Nel 2014 sono visibili le immagini a livello stradale del passato, se disponibili per una determinata vista stradale.[11]
- Nel 2015 viene annunciata una partnership tra Street View e la società di monitoraggio ambientale Aclima. Le auto hanno iniziato a trasportare sensori per rilevare inquinanti come il biossido di azoto, l'ozono e il particolato[12]. In ottobre è stato annunciato il supporto per Google Cardboard che consente agli utenti di esplorare la visualizzazione stradale in realtà virtuale a 360 gradi.[13]
- Nel 2017 le immagini all'interno della Stazione spaziale internazionale vengono aggiunte a Street View.
- Nel maggio del 2017 Google celebra il decimo anniversario delle prime immagini di Street View pubblicate: 10 milioni di miglia mappate in 83 paesi.[14][15]
- A partire da agosto 2017 Google consente agli utenti di creare i propri percorsi blu simili alla vista stradale, per i photospher collegati che sono sufficientemente vicini l'uno all'altro.
- Il 5 settembre 2017 Google annuncia che è in corso il miglioramento la qualità delle foto panoramiche di Street View grazie a nuovi veicoli di mappatura con nuovi sistemi di telecamere ad alta risoluzione e intelligenza artificiale. Le nuove auto di Google compaiono in varie città americane nel marzo 2017 e in Giappone ad agosto. Le prime immagini scattate con la nuova generazione di fotocamere sono disponibili online dal 13 settembre.
- Nell'ottobre del 2017 i produttori di Insta360 Pro annunciano la certificazione della prima fotocamera "Street View auto ready" il cuo costo è US $3500; utilizza 6 obiettivi per una vista a 360º e viene fornito con il software Stitcher. Oltre alla possibilità di acquisto, l'impianto di videosorveglianza è disponibile anche per le entità qualificate come parte del programma di prestito di Google, con 50 telecamere disponibili per il prestito, rendendo possibile Google Copertura delle immagini di Street View di più luoghi che Google potrebbe non visitare e alle entità per le quali un acquisto è impraticabile o impossibile.
- Nel 2018 Google Japan offre ora la vista stradale dalla prospettiva di un cane.
- Nell'agosto del 2018 Street View copre due piattaforme offshore di estrazione del gas nel Mare del Nord.

### Foto sferiche a 360°
Google Street View permette anche di creare o importare foto sferiche a 360° da qualsiasi cellulare dotato di foto-videocamera a 360° o da precedenti modelli previa ricostruzione dell'immagine 3D sferica, eseguita dal software di Streeview.
L'applicazione gratuita Google Camera consentiva di scattare una prima foto e altre in sequenza da collocare a scelta a destra/sinistra, sopra/sotto la fotografia principale in appositi riquadri. Poi l'applicazione "univa" in un'unica foto sferica a 360° la sequenza di foto salvate: sviluppata da Google per cellulari con sistema operativo Android, l'applicazione è giunta a supportare Android 4.4 finché il 17 Febbraio 2016 Google l'ha rimossa da Google Play, ma già dalla versione 4.2 di Android le fotocamere avevano nativamente l'alternativa opzione Photo Sphere per scattare foto sferiche a 360°. Il file .apk originale di Google Camera è ancora reperibile in rete, oltre al porting per le versioni più recenti di Android, con alcune modifiche, come nella versione Google Camera HDR+. La stessa funzionalità è svolta da Street View, che ha eliminato l'onere di dover posizionare spazialmente le foto scattate.

## Implementazione
Street View è disponibile come componente di Google Maps, come applicazione Web e come applicazione mobile per Android e iOS. In origine Google Maps utilizzava Adobe Flash per Street View. Google ha revisionato Google Maps nel 2013. La versione più recente utilizza estensivamente JavaScript e fornisce un'interfaccia di programmazione dell'applicazione JavaScript. Al momento della loro pubblicazione i nuovi Google Maps e Street View sono risultati più lenti della vecchia versione in varie configurazioni. Un utente può passare alla versione precedente di Google Maps, che è particolarmente utile quando Google Maps è più lento del solito.

## Apparecchiature per l'acquisizione di dati

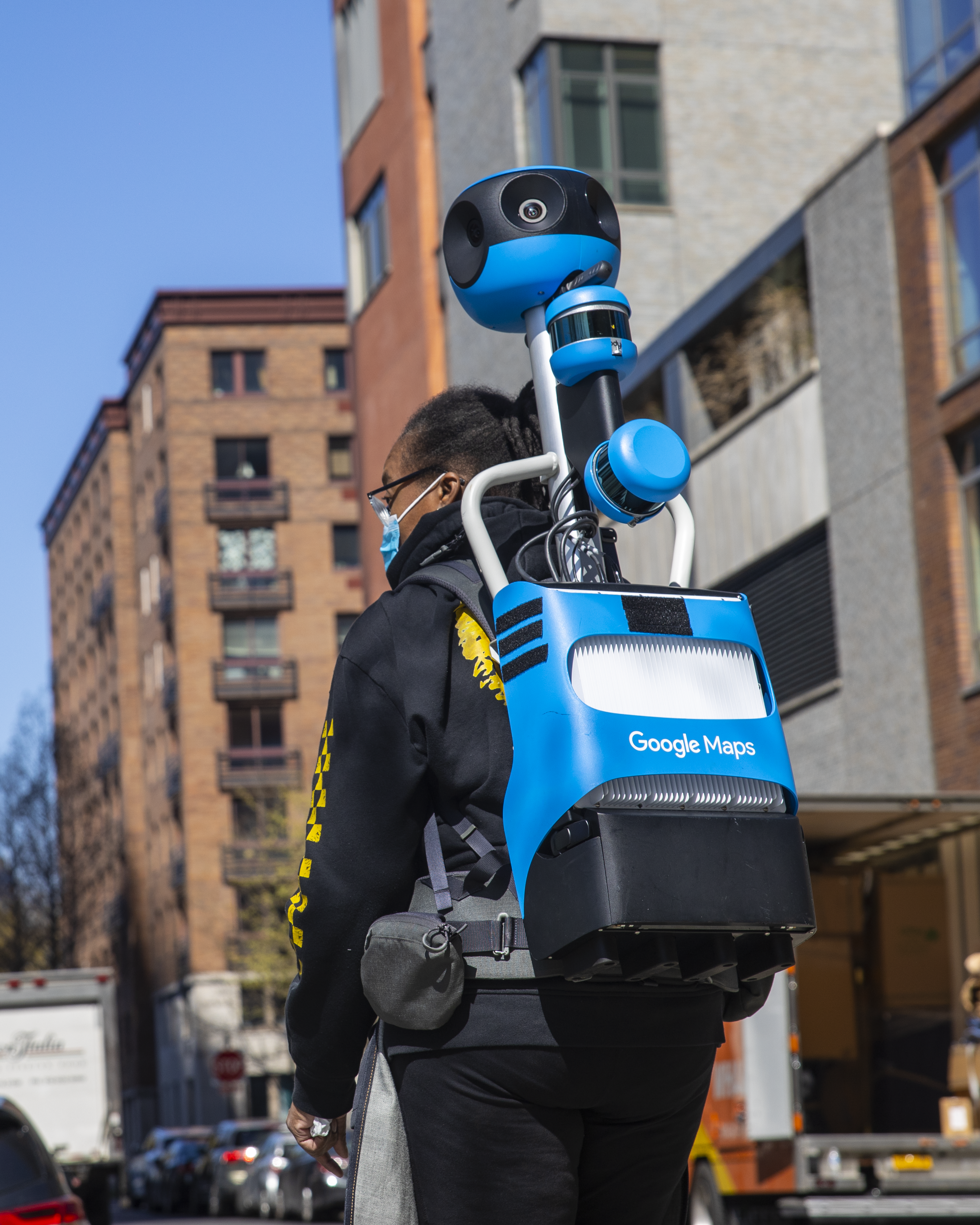
Una fotocamera zaino di nuova generazione in azione per le strade di New York

Le telecamere di Google Street View sono cambiate molto nel corso degli anni, migliorando ogni volta la qualità delle immagini scattate. Le telecamere vengono da Immersive Media, Point Grey Research (ora FLIR Systems l) e altre sono sviluppate internamente. Le telecamere non contengono parti meccaniche, nemmeno l'otturatore, ma utilizzano sensori CMOS e un otturatore elettronica. Le versioni implementate si dividono in generazioni (gen) e sono:

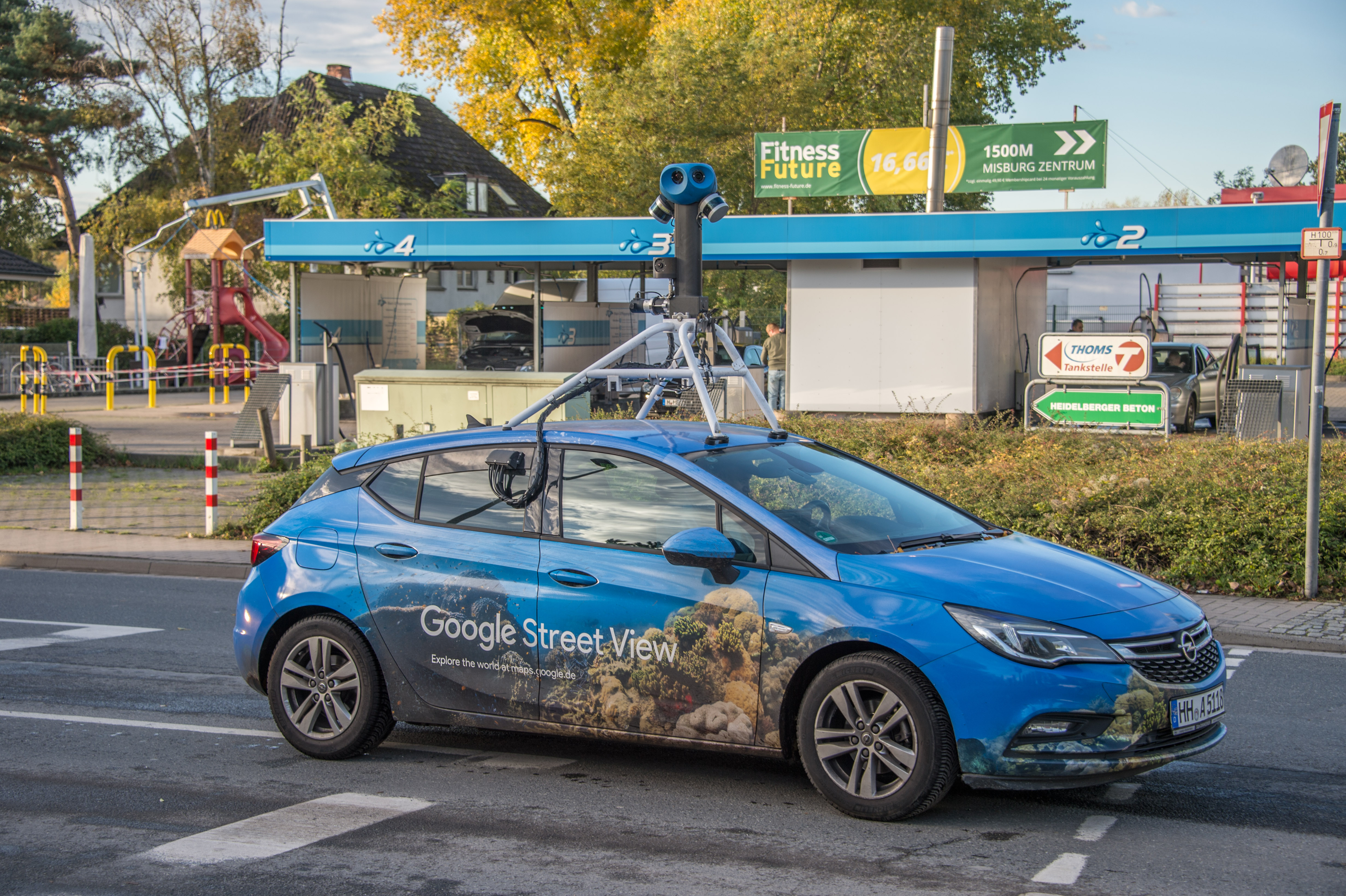
Google Car in Germania

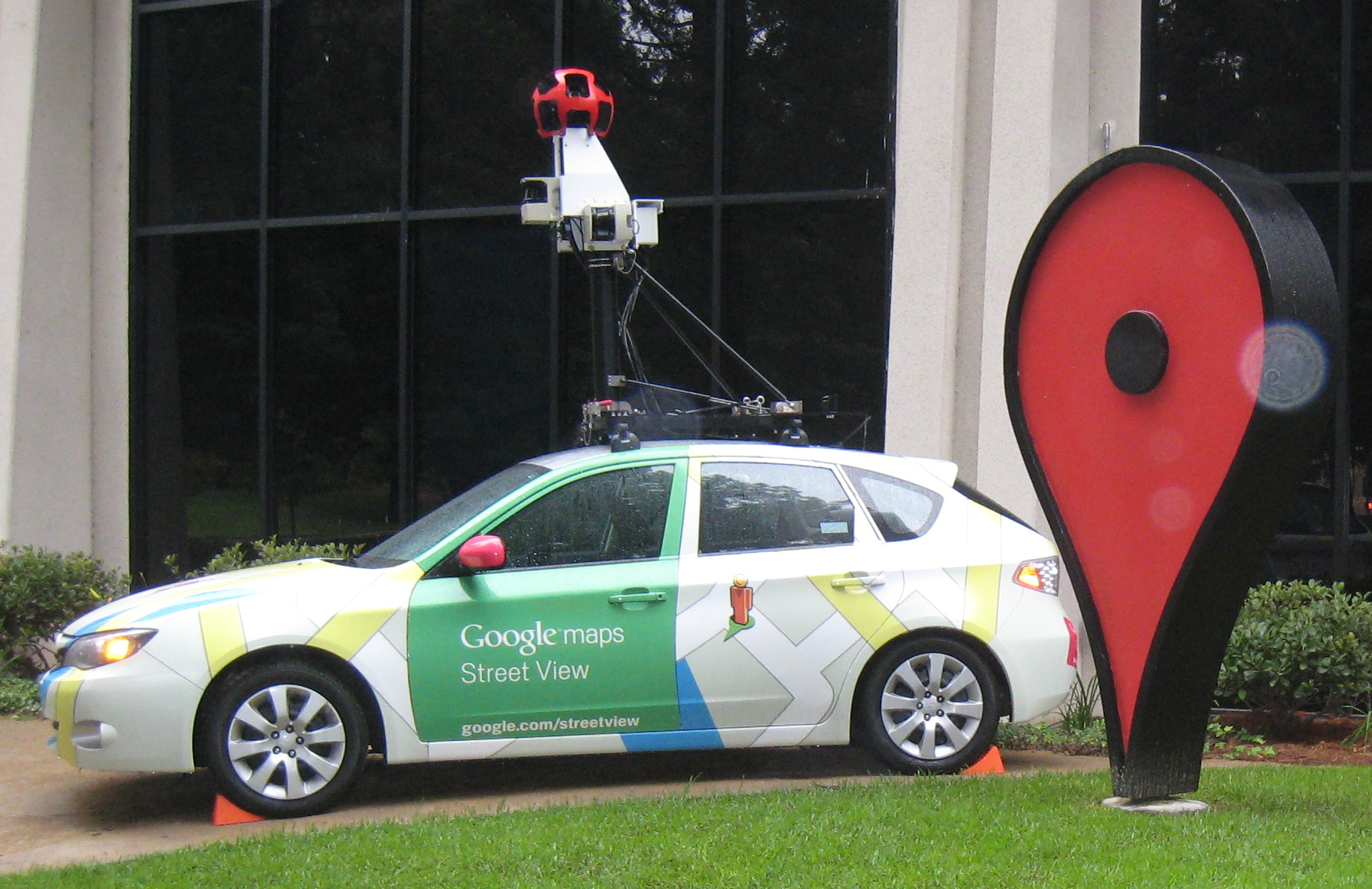
La Google Maps Camera Car è stata presentata nel campus di Google a Mountain View, in California, nell'ottobre 2010

- Gen 0: la prima generazione di cui si hanno meno informazioni. Usata principalmente nel 2006, prima del lancio pubblico di Street View, fu un primo test di una telecamera posizionata su un furgoncino. Ad oggi le foto scattate da questa telecamera non sono visualizzabili su Google Maps.
- Ladybug2 / (Gen 1): di Point Gray Research, questa telecamera da 4,8 megapixel disponeva di 6 obiettivi e venne utilizzata tra il 2007 e il 2008 principalmente negli Stati Uniti, in Australia e in Messico.
- R5 / Gen 2: con 45 megapixel e 9 obiettivi, fu la telecamera che arrivò in Italia ad aprile 2008.
- R7 / Gen 3: è la prima fotocamera completamente costruita in casa, utilizza 15 obiettivi e ha una risoluzione di 75 megapixel. Questa telecamera fu quella che più si espanse nel mondo e che rimase in uso per più tempo.
- H1 / Gen 4: con 7 obiettivi e 140 megapixel, la gen 4 è la telecamera con attualmente la più alta risoluzione. Venne annunciata alla fine del 2017.

- Posizionamento: le fotografie registrate devono essere associate a un posizionamento accurato. Ciò avviene tramite un sistema di posizionamento globale, un sensore di velocità della ruota e dati del sensore di navigazione inerziale.
- Telemetri laser della Sick AG per la misurazione fino a 50 metri su un angolo di 180° nella parte anteriore del veicolo. Questi sono usati per registrare le dimensioni reali dello spazio che viene fotografato.
- Per acquisire informazioni di profondità 3D e ulteriori informazioni sulla posizione, nell'aggiornamento del 2017 sono stati aggiunti gli scanner LIDAR di Velodyne montato a 45°[Rispetto a cosa? Tra loro perché sono 2?].
- Veicoli: le apparecchiature di registrazione dei dati sono solitamente montate sul tetto di un'auto. Un Trike (triciclo) è stato sviluppato per registrare percorsi pedonali tra cui Stonehenge e altri siti del patrimonio mondiale dell'UNESCO. Nel 2010 un sistema posto su una motoslitta ha catturato i siti delle Olimpiadi invernali 2010. I carrelli sono stati usati per fotografare all'interno dei musei e a Venezia le strade strette sono state fotografate con macchine fotografiche montate sugli zaini; i canali sono stati fotografati dalle barche.
- Uno zaino da viaggio portatile Google Trekker viene utilizzato su terreni all'aperto. Ad esempio, i sei percorsi principali su Snowdon sono stati mappati da Google Trekker nel 2015.

## Pegman
Come notato sopra, l'icona Pegman drag-and-drop è l'elemento dell'interfaccia utente principale utilizzato da Google per connettere Maps a Street View. Il suo nome deriva dalla sua somiglianza con una molletta. Quando non è in uso, Pegman si trova in cima ai controlli di zoom di Google Maps. Occasionalmente Pegman si "veste" per eventi speciali o viene raggiunto da amici peg in Google Maps. Quando viene trascinato in Street View vicino all'area 51, diventa un disco volante. Quando si visualizzano viste più vecchie, Pegman nella minimappa passa a Doc Brown da Ritorno al futuro.
Pegman è apparso occasionalmente come personaggio in costume negli eventi di Google, come ad esempio il lancio di Street View in Francia nel 2008.
Quando si effettua uno zoom nell'area di Buckingham Palace a Londra, assume le sembianze della Regina Elisabetta II

## Uso di immagini da parte di terzi
I fotografi di belle arti hanno selezionato immagini da utilizzare nel proprio lavoro. Anche se le immagini possono essere pixellate, i colori fangosie la prospettiva deformata, le fotografie sono state pubblicate sotto forma di libro ed esposte in gallerie d'arte, come il lavoro di Jon Rafman alla Saatchi Gallery di Londra. Nel suo personale apprezzamento per il materiale di Street View, Rafman vede immagini che evocano la "vita urbana grintosa" rappresentata nella fotografia di strada americana e le immagini commissionate dalla Farm Security Administration. Rafman invoca anche il "momento decisivo" dell'estetica di Henri Cartier-Bresson "come se fossi un fotoreporter che rispondesse istantaneamente a un evento emergente".
Michael Wolf ha vinto una menzione d'onore nella vita quotidiana nel concorso World Press Photo 2011 per alcuni dei suoi lavori utilizzando Google Street View.
Nel novembre 2012 Mishka Henner è stata nominata per il 2013 Deutsche Börse Photography Prize per la serie No Man's Land, che raffigura le lavoratrici del sesso nelle località rurali lungo la strada.
Il programmatore svedese Anton Wallén ha sviluppato un gioco chiamato Let's explore the world! GeoGuessr, che colloca i giocatori in Google Street View e li indovina a individuare la sua posizione.
L'artista canadese Sylvia Grace Borda ha lavorato in collaborazione con John M Lynch tra il 2013-14 per inserire il primo tableau messo in scena nel motore di Google Street View. I loro sforzi gli hanno valso il Premio Lumen nel 2016. Borda ha continuato a essere indipendente per l'autore nel motore di Google Street View e nel 2017 ha creato la serie di tableau, il Progetto Kissing.

## Il servizio al di fuori degli Stati Uniti
I paesi e le dipendenze con copertura totale
     I paesi e le dipendenze con copertura parziale
     I paesi e le dipendenze con prevista copertura totale o parziale (ufficiale)
     I paesi e le dipendenze con prevista copertura totale o parziale (non ufficiale)
     I paesi e le dipendenze con vista solo attrazioni turistiche
     I paesi e le dipendenze senza copertura in corso o prevista copertura

La copertura di Google Street View
I paesi e le dipendenze con copertura totale
I paesi e le dipendenze con copertura parziale
I paesi e le dipendenze con prevista copertura totale o parziale (ufficiale)
I paesi e le dipendenze con prevista copertura totale o parziale (non ufficiale)
I paesi e le dipendenze con vista solo attrazioni turistiche
I paesi e le dipendenze senza copertura in corso o prevista copertura

Cronologia dei paesi aggiunti a partire dal 2007, inclusi solo i paesi con vista stradale disponibile.

Dal 2007 il servizio è disponibile in Australia solo in alcune strade delle grandi metropoli e il 4 agosto 2008 in altre zone dell'Australia e in Giappone, dal 27 ottobre in Spagna, dal 29 ottobre in Italia, e dal 1º dicembre anche la Nuova Zelanda rende disponibile questa funzionalità di Google. Il 2 luglio 2008 il servizio inizia ad essere offerto anche in Europa, in occasione del Tour de France a partire dai paesi Oltralpe attraversati in questa edizione, comprendendo anche la città di Cuneo.
A fine 2008 sono dunque 6, insieme agli USA, i paesi che offrono la Street View. Il 18 marzo 2009 si aggiungono Regno Unito e Paesi Bassi, portando il totale a 9.
Con l'aggiornamento effettuato il 18 agosto 2009 sono inserite nella mappatura di Google Street View anche Portogallo, Svizzera e Taiwan; pertanto le nazioni coperte dal servizio sono 12. Il 7 ottobre 2009 sono inserite le fotografie scattate in Repubblica Ceca e in Canada, il 9 novembre sono state aggiunte quelle del Messico; il 2 dicembre è stata la volta di Singapore, arrivando ad una copertura di 16 nazioni in tutto. Il 21 gennaio debuttano Svezia e Danimarca.
Su Internet si trovano numerose foto di auto di Google in giro per il mondo che raccolgono le fotografie per Street View. Il 1º aprile 2010, viene introdotto l'effetto 3D in Street View, già presente nel Google Labs. Anche se in molti, vista la data, hanno pensato a uno dei tanti scherzi che ogni anno in quel giorno perpetra la grande G, la nuova funzionalità è stata attiva per alcuni giorni e poteva essere visualizzata cliccando con il tasto destro su "3d mode on". Nel 2011 nasce Google Art Project, che sfruttando la tecnologia di Street View consente la visita virtuale di alcuni importanti musei e luoghi artistici.
Nel giugno 2012 Google annuncia l'acquisto di 20 petabyte di dati per Street View, comprendenti foto scattate lungo 5 milioni di miglia di strade, coprendo 39 paesi e circa 3.000 città.

### Italia

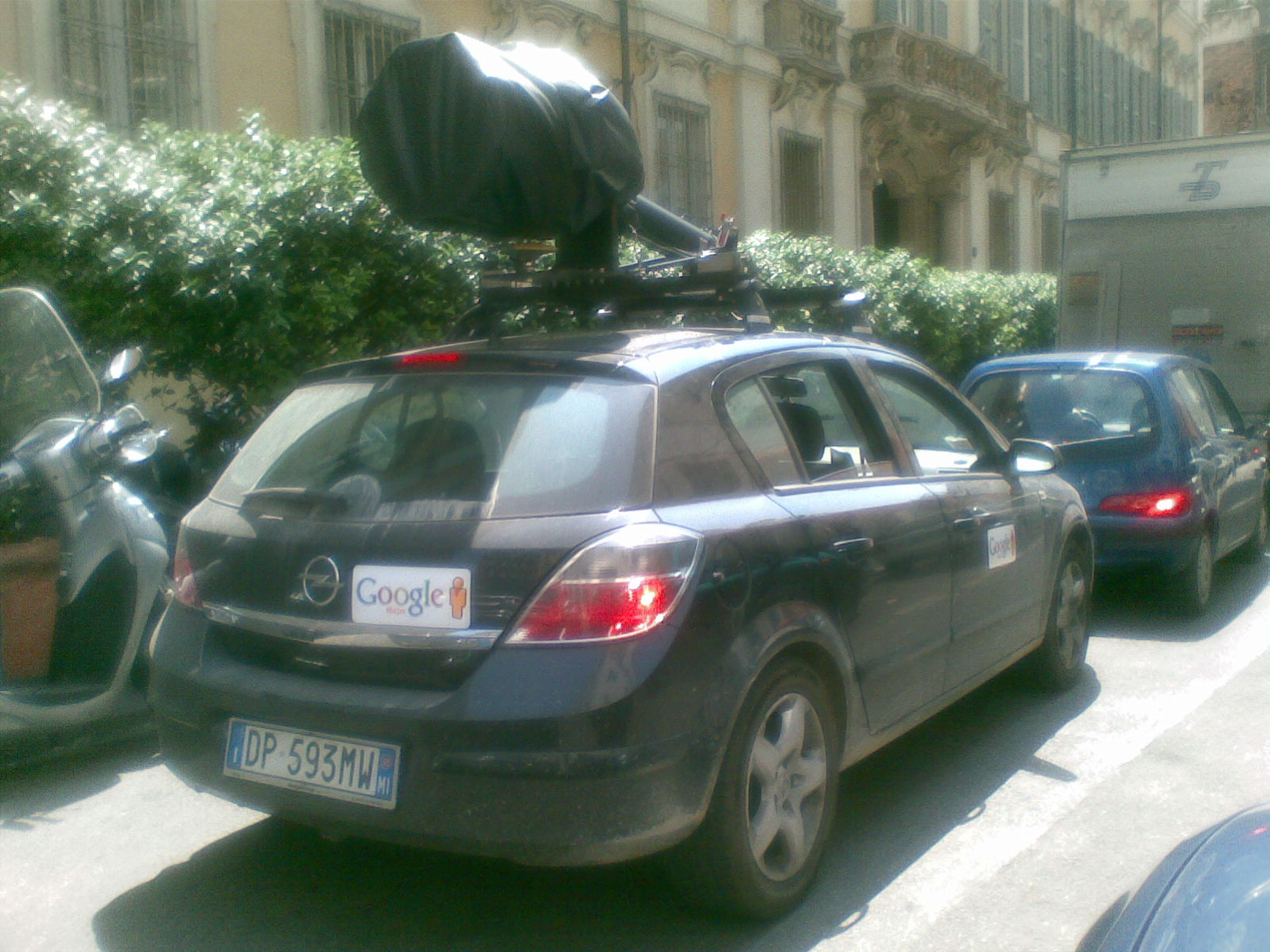
Google Street View Car a Milano

Il servizio è disponibile in Italia dal 29 ottobre 2008, quando furono inserite le città di Roma, Milano, Firenze, Como con il lago. A partire dal 18 marzo 2009 su Street View è disponibile l'Irpinia, la parte centrale del Lazio, quella occidentale della Lombardia, e quella costiera della Campania, compresi Napoli, la costiera amalfitana, Salerno e la valle dell'Irno, oltre alle città di Avellino, Benevento (solo centro storico), Torino, Genova, Udine, Parma, Bologna, Livorno, Arezzo, Perugia, L'Aquila, Bari, Brindisi, Lecce, Gallipoli, Reggio Calabria, Catania e Cagliari.
Dal 21 gennaio 2010 la copertura italiana di Street View si estende enormemente: è disponibile pressoché la totalità delle regioni del Sud Italia (Sicilia, Sardegna, Calabria, Basilicata, Puglia, Campania, Abruzzo e Molise), oltre a varie aree del Friuli-Venezia Giulia e Veneto, in particolare strade e autostrade, parte delle città di Jesolo e Verona e le località veneziane di Mestre e Marghera e le strade statali delle Marche. Dal 1º luglio 2011 la copertura si estende anche alla provincia di Viterbo nella parte settentrionale del Lazio. Dal 14 novembre 2013 è completamente coperta la città di Venezia, isole comprese. Sono stati coperti quasi tutti i canali e le calli con macchine fotografiche portate a spalla o montate su barche. Dal 2015 la copertura dell'Italia è ormai totale e comprende anche alcuni luoghi chiusi come i laboratori nazionali di Frascati, la galleria degli Uffizi, alcuni McDonald's e, su richiesta, attività commerciali.

### Germania
Il 2 novembre 2010 il servizio arriva anche in Germania, coprendo per il momento alcune grandi città. Anche se la corte di Berlino ha respinto una denuncia di alcuni cittadini sulla presunta illegalità del servizio, Google ha deciso di non fornire nuove immagini del paese. Tra il 2016 e il 2022 le auto di Google sono tornate a raccogliere nuove immagini, che sono state pubblicate in parte nel luglio 2023.

## Copertura
La tabella mostra i paesi disponibili su Google Street View e l'anno in cui sono stati aggiunti.
| Paese o regione                                         | Anno di aggiunta  |
| ------------------------------------------------------- | ----------------- |
| Isole Åland (Finlandia)                                 | 9 febbraio 2010   |
| Albania                                                 | 10 novembre 2016  |
| Andorra                                                 | 25 settembre 2012 |
| Antartide                                               | 30 settembre 2010 |
| Argentina                                               | 18 marzo 2013     |
| Australia                                               | 4 agosto 2008     |
| Austria                                                 | 11 luglio 2018    |
| Bangladesh                                              | 21 gennaio 2015   |
| Belgio                                                  | 22 novembre 2011  |
| Bermuda (Regno Unito)                                   | 14 maggio 2015    |
| Bolivia                                                 | 12 novembre 2015  |
| Botswana                                                | 28 novembre 2012  |
| Brasile                                                 | 30 settembre 2010 |
| Bulgaria                                                | 6 marzo 2013      |
| Bhutan                                                  | 23 ottobre 2014   |
| Cambogia                                                | 15 gennaio 2014   |
| Canada                                                  | 7 ottobre 2009    |
| Cile                                                    | 25 settembre 2012 |
| Colombia                                                | 3 settembre 2013  |
| Croazia                                                 | 25 settembre 2012 |
| Curaçao (Paesi Bassi)                                   | 10 dicembre 2018  |
| Rep. Ceca                                               | 7 ottobre 2009    |
| Danimarca                                               | 21 gennaio 2010   |
| Ecuador                                                 | 12 settembre 2013 |
| Emirati Arabi Uniti                                     | 24 giugno 2013    |
| Estonia                                                 | 14 maggio 2012    |
| Isole Falkland (Regno Unito)                            | 23 ottobre 2014   |
| Fær Øer (Danimarca)                                     | 28 ottobre 2017   |
| Francia                                                 | 2 luglio 2008     |
| Filippine                                               | 25 settembre 2012 |
| Finlandia                                               | 9 febbraio 2010   |
| Germania                                                | 2 novembre 2010   |
| Georgia del Sud e Isole Sandwich Australi (Regno Unito) | 23 ottobre 2014   |
| Ghana                                                   | 8 febbraio 2017   |
| Gibilterra (Regno Unito)                                | 14 dicembre 2012  |
| Grecia                                                  | 3 aprile 2012     |
| Groenlandia (Danimarca)                                 | 18 febbraio 2015  |
| Guam (Stati Uniti d'America)                            | 22 settembre 2014 |
| Guatemala                                               | 25 aprile 2017    |
| Hong Kong (Cina)                                        | 11 marzo 2010     |
| Indonesia                                               | 20 agosto 2014    |
| Irlanda                                                 | 30 settembre 2010 |
| Islanda                                                 | 14 novembre 2013  |
| Israele                                                 | 19 aprile 2012    |
| Isola di Man (Regno Unito)                              | 29 giugno 2011    |
| Italia                                                  | 29 ottobre 2008   |
| Giappone                                                | 4 agosto 2008     |
| Jersey (Regno Unito)                                    | 29 giugno 2011    |
| Kenya                                                   | 5 ottobre 2018    |
| Kirghizistan                                            | 5 maggio 2016     |
| Laos                                                    | 14 luglio 2015    |
| Lettonia                                                | 14 maggio 2012    |
| Lesotho                                                 | 23 aprile 2013    |
| Lituania                                                | 31 gennaio 2013   |
| Lussemburgo                                             | 7 ottobre 2013    |
| Macao (Cina)                                            | 11 marzo 2010     |
| Macedonia del Nord                                      | 8 ottobre 2015    |
| Madagascar                                              | 6 maggio 2015     |
| Malaysia                                                | 27 agosto 2013    |
| Malta                                                   | 14 giugno 2017    |
| Isole Marianne Settentrionali (Stati Uniti d'America)   | 22 settembre 2014 |
| Messico                                                 | 9 novembre 2009   |
| Midway (Stati Uniti d'America)                          | 10 ottobre 2012   |
| Monaco                                                  | 8 luglio 2011     |
| Mongolia                                                | 21 ottobre 2014   |
| Montenegro                                              | 10 novembre 2016  |
| Nigeria                                                 | 27 luglio 2017    |
| Norvegia                                                | 9 febbraio 2010   |
| Nuova Zelanda                                           | 1 dicembre 2008   |
| Palestina                                               | 19 aprile 2012    |
| Paesi Bassi                                             | 18 marzo 2009     |
| Perù                                                    | 14 agosto 2013    |
| Isole Pitcairn (Regno Unito)                            | 11 dicembre 2013  |
| Polonia                                                 | 22 febbraio 2012  |
| Portogallo                                              | 18 agosto 2009    |
| Porto Rico (Stati Uniti D'America)                      | 14 dicembre 2016  |
| La Riunione (Francia)                                   | 25 febbraio 2016  |
| Romania                                                 | 8 dicembre 2010   |
| Russia                                                  | 1 febbraio 2011   |
| Samoa Americane (Stati Uniti d'America)                 | 29 maggio 2015    |
| San Marino                                              | 19 giugno 2012    |
| Senegal                                                 | 8 febbraio 2017   |
| Serbia                                                  | 23 luglio 2014    |
| Singapore                                               | 2 dicembre 2009   |
| Slovacchia                                              | 30 ottobre 2012   |
| Slovenia                                                | 29 gennaio 2014   |
| Corea del Sud                                           | 24 gennaio 2012   |
| Spagna                                                  | 27 ottobre 2008   |
| Sudafrica                                               | 8 giugno 2010     |
| Sri Lanka                                               | 21 marzo 2016     |
| Svalbard e Jan Mayen (Norvegia)                         | 28 novembre 2012  |
| Svezia                                                  | 21 gennaio 2010   |
| eSwatini                                                | 25 settembre 2013 |
| Svizzera                                                | 18 agosto 2009    |
| Thailandia                                              | 21 marzo 2012     |
| Taiwan                                                  | 18 agosto 2009    |
| Tunisia                                                 | 18 marzo 2017     |
| Turchia                                                 | 16 maggio 2014    |
| Territorio britannico dell'Oceano Indiano (Regno Unito) | 11 dicembre 2013  |
| Ucraina                                                 | 19 aprile 2012    |
| Regno Unito                                             | 18 marzo 2009     |
| Stati Uniti                                             | 25 maggio 2007    |
| Uganda                                                  | 8 ottobre 2015    |
| Ungheria                                                | 23 aprile 2013    |
| Uruguay                                                 | 27 novembre 2015  |
| Isole Vergini Americane (Stati Uniti D'America)         | 1 settembre 2016  |

### Copertura (Con vista solo attrazioni turistiche)
In questi paesi la copertura con vista stradale pubblico non è disponibile.
- Afghanistan
- Algeria
- Angola
- Anguilla (Regno Unito)
- Antigua e Barbuda
- Arabia Saudita
- Armenia
- Aruba (Paesi Bassi)
- Azerbaigian
- Bahamas
- Bahrein
- Belize
- Benin
- Bielorussia
- Birmania
- Bosnia ed Erzegovina
- Bonaire (Paesi Bassi)
- Burkina Faso
- Burundi
- Camerun
- Capo Verde
- Isole Cayman (Regno Unito)
- Cina
- Cipro
- RD del Congo
- Isole Cook (Nuova Zelanda)
- Costa Rica
- Rep. Dominicana
- Egitto
- El Salvador
- Etiopia
- Figi
- Georgia
- Giamaica
- Giordania
- Grenada
- Guadalupa (Francia)
- Honduras
- India
- Iran
- Iraq
- Kazakistan
- Kosovo
- Kuwait
- Libano
- Liechtenstein
- Maldive
- Isole Marshall
- Marocco
- Martinica (Francia)
- Mauritius
- Moldavia
- Montserrat (Regno Unito)
- Mozambico
- Namibia
- Nepal
- Nicaragua
- Nuova Caledonia (Francia)
- Oman
- Pakistan
- Panama
- Papua Nuova Guinea
- Paraguay
- Polinesia francese
- Qatar
- Saint Lucia
- Saint Vincent e Grenadine
- Isole Salomone
- São Tomé e Príncipe
- Somalia
- Tagikistan
- Tanzania
- Timor Est
- Trinidad e Tobago
- Turks e Caicos (Regno Unito)
- Uzbekistan
- Vanuatu
- Venezuela
- Isole Vergini Britanniche
- Vietnam
- Zambia
- Zimbabwe

## Punti estremi raggiunti da Google Street View
- Nord: 70.613981°N 29.671202°E - Riksveg, Båtsfjord,  Norvegia
- Sud: 62.596077°S 59.901659°W - Route 1, Isola Half Moon, Shetland Meridionali, Antartide
- Est: 37.692243°S 178.544219°E - East Cape Road, East Cape,  Nuova Zelanda
- Ovest: 22.02378°N 159.7793°W - Kaumualii Higway, Kekaha, Hawaii,  Stati Uniti
- Punto più basso: Coste del mar Morto -423 m 31.3333°N 35.5°E

## Privacy

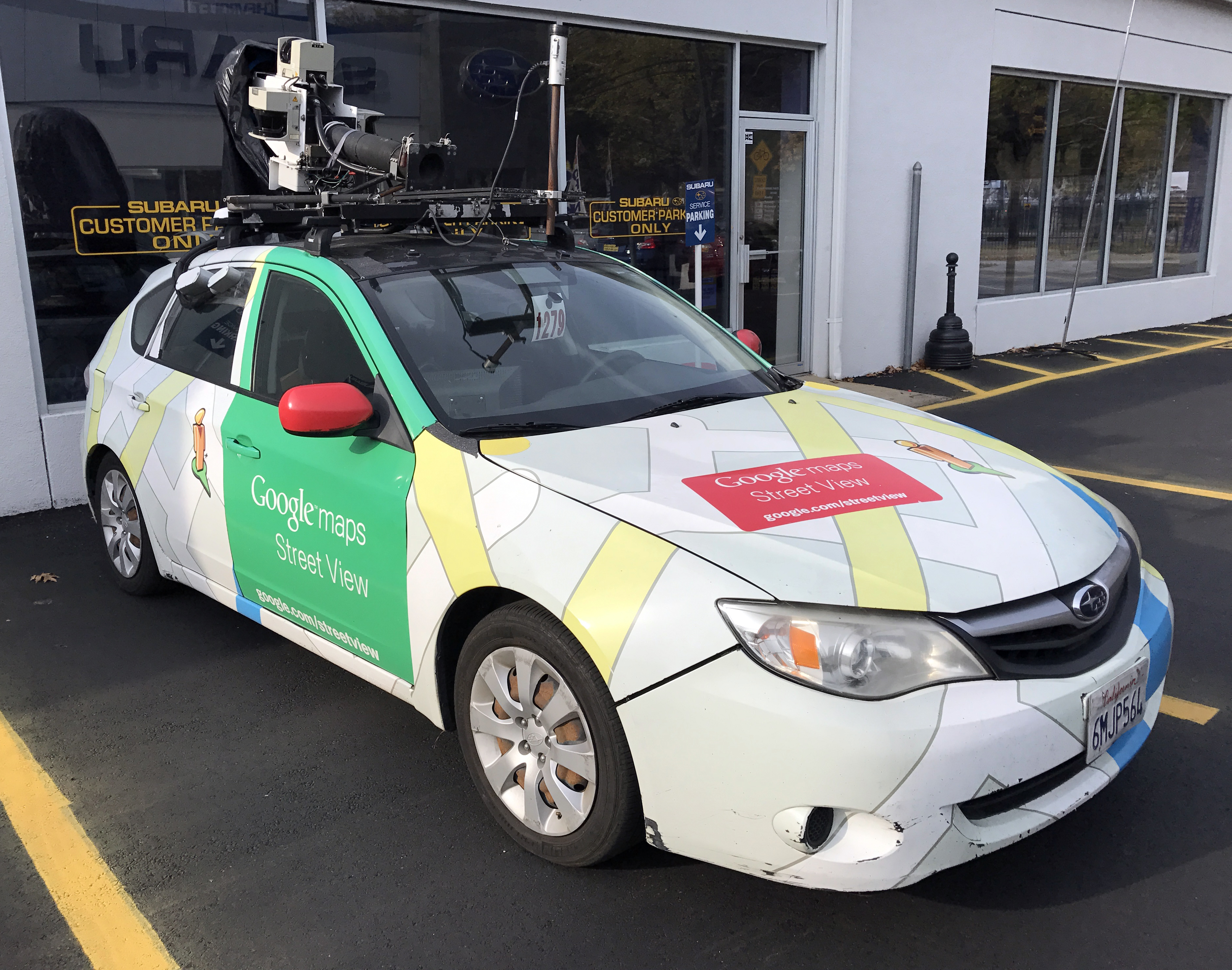
Un'auto di Street View parcheggiata presso un centro di assistenza Subaru a Jersey City, New Jersey

All'uscita di Google Street View si sono scatenate delle polemiche riguardo alla privacy per il forte livello di dettaglio delle immagini, che tra l'altro rendono possibile il riconoscimento di persone. Per alcune immagini Google si è appellata al fatto che fossero di dominio pubblico, altre ha provveduto a rimuovere o modificarle, infine ha attivato una funzionalità per richiedere a Google la rimozione di foto che possano ledere la privacy. Da più fronti è stato chiesto l'oscuramento dei volti e delle targhe delle automobili e il software implementa un algoritmo che automaticamente individua targhe e volti, oscurandoli graficamente.
A dicembre del 2007 le auto di Street View avrebbero fotografato una zona di Melbourne dove è avvenuto un omicidio e Google sarebbe stata chiamata in causa come testimone. Nel giugno del 2009 uno scatto ripreso a Groninga, nei Paesi Bassi, ha permesso alla polizia di arrestare due giovani che nel settembre del 2008 avevano compiuto uno scippo.
Un'altra preoccupazione è l'altezza delle telecamere e in almeno due paesi, il Giappone e la Svizzera, Google ha dovuto abbassare l'altezza delle sue telecamere in modo da non sbirciare oltre barriere e siepi. Il servizio consente inoltre agli utenti stessi di contrassegnare le immagini inappropriate o sensibili affinché Google le possa esaminare e rimuovere. Nel 2014 la polizia scozzese, per aver sprecato il suo tempo, ha ricevuto le scuse da un imprenditore locale di Edimburgo che nel 2012 aveva messo in scena un finto omicidio di fronte alla macchina fotografica di Google: giaceva sulla strada mentre il suo collega gli stava sopra con un piccone. Nel maggio 2010 è stato rivelato che Google raccoglie e memorizza i dati del carico utile di connessioni Wi-Fi non crittografate come parte di Street View.
Le preoccupazioni hanno portato Google a non fornire o a sospendere il servizio in alcuni Paesi del mondo.
- Austria: Google Street View è stato vietato in Austria perché nel 2010 Google ha rivelato la raccolta di dati Wifi non autorizzati. Dopo la revoca del divieto sono state stabilite regole per il modo in cui Street View può operare legalmente in Austria. Google ha ripreso a raccogliere immagini nel 2017. A partire dal 2018 Google Street View è disponibile in determinate aree dell'Austria.
- Australia: nel 2010 Google Street View ha cessato le attività in Australia, dopo mesi di indagini da parte delle autorità australiane. Questa cessazione si è conclusa, con Google che annunciava i piani per continuare la produzione il 4 maggio 2011 e successivamente il rilascio di immagini di Street View aggiornate per le città australiane il 27 luglio 2011.
- Germania: nel 2011 dopo aver messo online le immagini delle 20 maggiori città, Google ha smesso di scattare immagini Street View in Germania. Nel 2022 Google è tornata a raccogliere immagini, pubblicate poi nel luglio 2023.
- India: nel 2011 Google ha smesso di fotografare le strade in India, dopo aver ricevuto una lettera dalle autorità di polizia di Bangalore.
- Canada: a settembre 2007 a Montréal sono state avvistate le auto di Street View, ma il servizio per il Canada è stato ritardato in attesa di stipulare accordi con il governo canadese per le sue leggi sulla privacy. Sono stati trattati i problemi di privacy e bellezza della città e a partire dal 2016 Street View è disponibile a Montréal e in altre città canadesi.

## Galleria d'immagini
|  |  |  |
|  |  |  |
|  |  |  |